# Rosslyn (Gauteng)

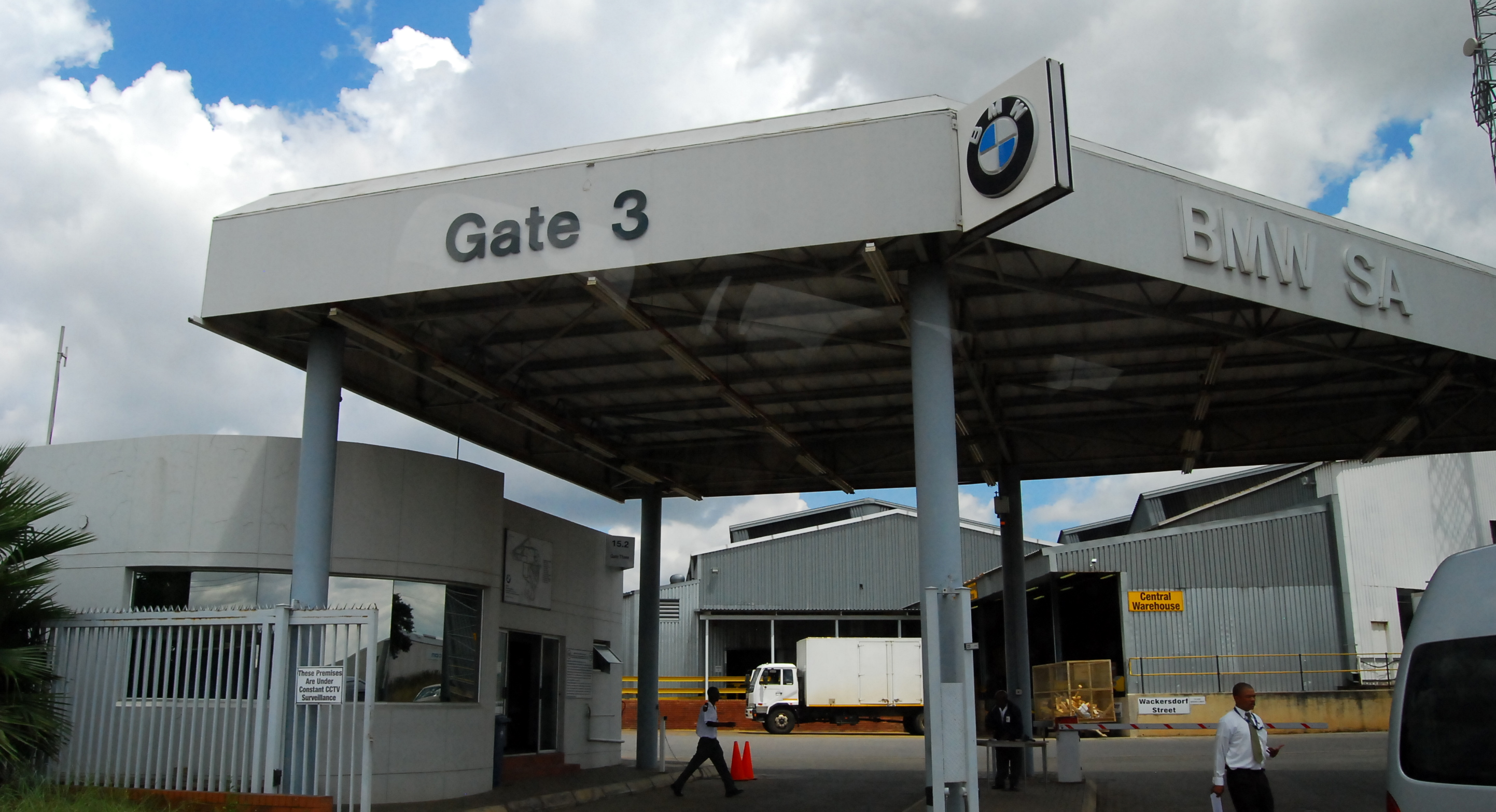
Ingresso BMW a Rosslyn nella city of Tshwane

Rosslyn è un sobborgo di Pretoria, parte della municipalità City of Tshwane, Gauteng provincia in Sudafrica.

## Economia
Questa area industrializzata è nota per lo stabilimento di produzione della BMW, che opera dal 1968, prima fabbrica BMW fuori dall'Europa , così come per la fabbrica Nissan South Africa, che produce vari autoveicoli leggeri e pesanti (LDV, chiamati localmente bakkies) e 4X4 offroaders.
Dal 2014 è attivo anche uno stabilimento del gruppo Iveco che produce, da inizio 2015, autocarri e autobus per il mercato africano in joint-venture con il gruppo sudafricano Larimar Group.
La manifattura di autoveicoli in Sudafrica produce il 6,2% del PIL.